# Saison 2023-2024 des Raptors de Toronto
La saison 2023-2024 des Raptors de Toronto est la 29e saison de la franchise en NBA.
Le 27 mars, les Raptors sont éliminés de la course aux playoffs.

## Draft
| Tour | Choix | Joueur      | Poste | Nationalité | Provenance         |
| ---- | ----- | ----------- | ----- | ----------- | ------------------ |
| 1    | 13    | Gradey Dick | SF/SG | États-Unis  | Jayhawks du Kansas |

## Matchs

### Summer League
| Summer League Total: 1-4 |

| Match | Date match | Équipe       | Score     | Meilleur marqueur    | Meilleur rebondeur | Meilleur passeur     | Lieux Spectateurs      | Série |
| ----- | ---------- | ------------ | --------- | -------------------- | ------------------ | -------------------- | ---------------------- | ----- |
| 1     | 7 juillet  | Chicago      | D 74-83   | Markquis Nowell (17) | Moses Brown (9)    | Markquis Nowell (5)  | Cox Pavilion 0         | 0 - 1 |
| 2     | 9 juillet  | Cleveland    | D 76-99   | Dick, Hogg (11)      | Gradey Dick (8)    | Dick, Nowell (4)     | Cox Pavilion 0         | 0 - 2 |
| 3     | 12 juillet | Détroit      | D 90-94   | Gradey Dick (22)     | Moses Brown (8)    | Markquis Nowell (6)  | Thomas & Mack Center 0 | 0 - 3 |
| 4     | 13 juillet | Brooklyn     | D 94-99   | Ron Harper Jr. (19)  | Moses Brown (10)   | RJ Nembhard (5)      | Thomas & Mack Center 0 | 0 - 4 |
| 5     | 15 juillet | Golden State | V 108-101 | Joe Wieskamp (27)    | Moses Brown (6)    | Markquis Nowell (12) | Cox Pavilion 0         | 1 - 4 |

### Pré-saison
| Pré-saison Total: 4-0 (Domicile : 3-0; Extérieur : 1-0) |

| Match | Date match | Équipe         | Score     | Meilleur marqueur          | Meilleur rebondeur | Meilleur passeur        | Lieux Spectateurs       | Série |
| ----- | ---------- | -------------- | --------- | -------------------------- | ------------------ | ----------------------- | ----------------------- | ----- |
| 1     | 8 octobre  | Sacramento     | V 112-99  | Gary Trent Jr. (22)        | Scottie Barnes (7) | Flynn, Schröder (5)     | Rogers Arena 18 654     | 1 - 0 |
| 2     | 15 octobre | Cairns Taipans | V 134-93  | Javon Freeman-Liberty (15) | Chris Boucher (8)  | Pascal Siakam (5)       | Scotiabank Arena 18 141 | 2 - 0 |
| 3     | 17 octobre | @ Chicago      | V 106-102 | Barnes, Siakam (22)        | Malachi Flynn (7)  | Schröder, Trent Jr. (4) | United Center 15 815    | 3 - 0 |
| 4     | 20 octobre | Washington     | V 134-98  | Scottie Barnes (23)        | Jakob Pöltl (9)    | Dennis Schröder (11)    | Scotiabank Arena 18 426 | 4 - 0 |

### Saison régulière
| Saison régulière Total: 25-57 (Domicile : 14-27; Extérieur : 11-30) |

| Match | Date match | Équipe       | Score          | Meilleur marqueur    | Meilleur rebondeur  | Meilleur passeur      | Lieux Spectateurs       | Série |
| ----- | ---------- | ------------ | -------------- | -------------------- | ------------------- | --------------------- | ----------------------- | ----- |
| 1     | 25 octobre | Minnesota    | V 97-94        | Dennis Schröder (22) | Jakob Pöltl (11)    | Dennis Schröder (7)   | Scotiabank Arena 19 800 | 1 - 0 |
| 2     | 27 octobre | @ Chicago    | D 103-104 (OT) | Scottie Barnes (22)  | Scottie Barnes (10) | Barnes, Schröder (10) | United Center 19 555    | 1 - 1 |
| 3     | 27 octobre | Philadelphie | D 107-114      | Scottie Barnes (24)  | Scottie Barnes (8)  | Dennis Schröder (10)  | Scotiabank Arena 19 800 | 1 - 2 |
| 4     | 30 octobre | Portland     | D 91-99        | Barnes, Siakam (20)  | Scottie Barnes (12) | Dennis Schröder (8)   | Scotiabank Arena 19 266 | 1 - 3 |

| Match                                                                      | Date match   | Équipe         | Score          | Meilleur marqueur     | Meilleur rebondeur    | Meilleur passeur     | Lieux Spectateurs                 | Série  |
| -------------------------------------------------------------------------- | ------------ | -------------- | -------------- | --------------------- | --------------------- | -------------------- | --------------------------------- | ------ |
| 5                                                                          | 1er novembre | Milwaukee      | V 130-111      | Pascal Siakam (26)    | Scottie Barnes (12)   | Dennis Schröder (11) | Scotiabank Arena 19 800           | 2 - 3  |
| 6                                                                          | 2 novembre   | @ Philadelphie | D 99-114       | Scottie Barnes (24)   | Jakob Pöltl (9)       | Dennis Schröder (10) | Wells Fargo Center 19 773         | 2 - 4  |
| 7                                                                          | 5 novembre   | @ San Antonio  | V 123-116 (OT) | Scottie Barnes (30)   | Scottie Barnes (11)   | Barnes, Schröder (6) | Frost Bank Center 18 354          | 3 - 4  |
| 8                                                                          | 8 novembre   | @ Dallas       | V 127-116      | Pascal Siakam (31)    | Scottie Barnes (14)   | Scottie Barnes (7)   | American Airlines Center 20 063   | 4 - 4  |
| 9                                                                          | 11 novembre  | @ Boston       | D 94-117       | Pascal Siakam (17)    | Pascal Siakam (7)     | Precious Achiuwa (5) | TD Garden 19 156                  | 4 - 5  |
| 10                                                                         | 13 novembre  | Washington     | V 111-107      | Pascal Siakam (39)    | Pascal Siakam (11)    | Pascal Siakam (7)    | Scotiabank Arena 19 800           | 5 - 5  |
| 11                                                                         | 15 novembre  | Milwaukee      | D 112-128      | Scottie Barnes (29)   | Jakob Pöltl (11)      | Scottie Barnes (5)   | Scotiabank Arena 19 800           | 5 - 6  |
| 12                                                                         | 17 novembre  | Boston*        | D 105-108      | Schröder, Siakam (23) | Precious Achiuwa (9)  | Barnes, Schröder (6) | Scotiabank Arena 19 800           | 5 - 7  |
| 13                                                                         | 19 novembre  | Détroit        | V 142-113      | Pascal Siakam (23)    | Jakob Pöltl (10)      | Scottie Barnes (9)   | Scotiabank Arena 19 182           | 6 - 7  |
| 14                                                                         | 21 novembre  | @ Orlando*     | D 107-126      | Dennis Schröder (24)  | Jakob Pöltl (10)      | Pascal Siakam (8)    | Amway Center 18 846               | 6 - 8  |
| 15                                                                         | 22 novembre  | @ Indiana      | V 132-131      | Pascal Siakam (36)    | Scottie Barnes (12)   | Jakob Pöltl (6)      | Gainbridge Fieldhouse 17 091      | 7 - 8  |
| 16                                                                         | 24 novembre  | Chicago*       | V 121-108      | OG Anunoby (26)       | Barnes, Pöltl (10)    | Pascal Siakam (8)    | Scotiabank Arena 19 800           | 8 - 8  |
| 17                                                                         | 26 novembre  | @ Cleveland    | D 102-105      | Pöltl, Siakam (18)    | Jakob Pöltl (13)      | Pascal Siakam (6)    | Rocket Mortgage FieldHouse 19 432 | 8 - 9  |
| 18                                                                         | 28 novembre  | @ Brooklyn*    | D 103-115      | Barnes, Siakam (17)   | Scottie Barnes (11)   | Dennis Schröder (9)  | Barclays Center 15 844            | 8 - 10 |
| 19                                                                         | 29 novembre  | Phoenix        | V 112-105      | Scottie Barnes (23)   | Precious Achiuwa (10) | Dennis Schröder (12) | Scotiabank Arena 19 800           | 9 - 10 |
| *Matchs comptant pour la phase de groupe du NBA In-Season Tournament 2023. |              |                |                |                       |                       |                      |                                   |        |

| Match | Date match   | Équipe         | Score     | Meilleur marqueur   | Meilleur rebondeur   | Meilleur passeur     | Lieux Spectateurs            | Série   |
| ----- | ------------ | -------------- | --------- | ------------------- | -------------------- | -------------------- | ---------------------------- | ------- |
| 20    | 1er décembre | New York       | D 106-119 | Scottie Barnes (29) | Jakob Pöltl (12)     | Dennis Schröder (9)  | Scotiabank Arena 19 800      | 9 - 11  |
| 21    | 6 décembre   | Miami          | D 103-112 | Pascal Siakam (30)  | Scottie Barnes (11)  | Anunoby, Siakam (6)  | Scotiabank Arena 19 084      | 9 - 12  |
| 22    | 8 décembre   | @ Charlotte    | D 116-119 | Scottie Barnes (31) | Achiuwa, Barnes (10) | Scottie Barnes (10)  | Spectrum Center 11 526       | 9 - 13  |
| 23    | 11 décembre  | @ New York     | D 130-136 | OG Anunoby (29)     | Jakob Pöltl (8)      | Dennis Schröder (10) | Madison Square Garden 19 812 | 9 - 14  |
| 24    | 13 décembre  | Atlanta        | V 135-128 | Pascal Siakam (33)  | Jakob Pöltl (13)     | Malachi Flynn (8)    | Scotiabank Arena 19 423      | 10 - 14 |
| 25    | 15 décembre  | Atlanta        | D 104-125 | Scottie Barnes (23) | Jakob Pöltl (8)      | Scottie Barnes (8)   | Scotiabank Arena 19 800      | 10 - 15 |
| 26    | 18 décembre  | Charlotte      | V 114-99  | Pascal Siakam (27)  | Scottie Barnes (17)  | Pascal Siakam (8)    | Scotiabank Arena 19 288      | 11 - 15 |
| 27    | 20 décembre  | Denver         | D 104-113 | Scottie Barnes (30) | Scottie Barnes (10)  | Dennis Schröder (7)  | Scotiabank Arena 19 800      | 11 - 16 |
| 28    | 22 décembre  | @ Philadelphie | D 111-121 | Pascal Siakam (31)  | Jakob Pöltl (8)      | Scottie Barnes (8)   | Wells Fargo Center 20 230    | 11 - 17 |
| 29    | 23 décembre  | Utah           | D 119-126 | Scottie Barnes (32) | Scottie Barnes (14)  | Barnes, Schröder (7) | Scotiabank Arena 19 420      | 11 - 18 |
| 30    | 27 décembre  | @ Washington   | V 132-102 | OG Anunoby (26)     | Scottie Barnes (12)  | Pascal Siakam (11)   | Capital One Arena 15 437     | 12 - 18 |
| 31    | 29 décembre  | @ Boston       | D 118-120 | Scottie Barnes (30) | Barnes, Pöltl (10)   | Dennis Schröder (9)  | TD Garden 19 156             | 12 - 19 |
| 32    | 30 décembre  | @ Détroit      | D 127-129 | Pascal Siakam (35)  | Jakob Pöltl (14)     | Dennis Schröder (9)  | Little Caesars Arena 18 411  | 12 - 20 |

| Match | Date match  | Équipe          | Score     | Meilleur marqueur      | Meilleur rebondeur  | Meilleur passeur       | Lieux Spectateurs            | Série   |
| ----- | ----------- | --------------- | --------- | ---------------------- | ------------------- | ---------------------- | ---------------------------- | ------- |
| 33    | 1er janvier | Cleveland       | V 124-121 | Pascal Siakam (36)     | Jakob Pöltl (11)    | Dennis Schröder (8)    | Scotiabank Arena 19 800      | 13 - 20 |
| 34    | 3 janvier   | @ Memphis       | V 116-111 | Immanuel Quickley (26) | Boucher, Pöltl (8)  | Scottie Barnes (8)     | FedExForum 16 385            | 14 - 20 |
| 35    | 5 janvier   | @ Sacramento    | D 130-135 | Barnes, Quickley (20)  | Chris Boucher (9)   | Pascal Siakam (9)      | Golden 1 Center 17 941       | 14 - 21 |
| 36    | 7 janvier   | @ Golden State  | V 133-118 | R. J. Barrett (37)     | Jakob Pöltl (11)    | Immanuel Quickley (10) | Chase Center 18 064          | 15 - 21 |
| 37    | 9 janvier   | @ L.A. Lakers   | D 131-132 | Scottie Barnes (26)    | R. J. Barrett (10)  | Barnes, Schröder (6)   | Crypto.com Arena 18 997      | 15 - 22 |
| 38    | 10 janvier  | @ L.A. Clippers | D 120-126 | Immanuel Quickley (25) | Barnes, Porter (7)  | Barnes, Quickley (6)   | Crypto.com Arena 19 370      | 15 - 23 |
| 39    | 12 janvier  | @ Utah          | D 113-145 | Pascal Siakam (27)     | R. J. Barrett (7)   | Jontay Porter (6)      | Delta Center 18 206          | 15 - 24 |
| 40    | 15 janvier  | Boston          | D 96-105  | R. J. Barrett (24)     | Scottie Barnes (13) | Thaddeus Young (7)     | Scotiabank Arena 19 278      | 15 - 25 |
| 41    | 17 janvier  | Miami           | V 121-97  | Gary Trent Jr. (28)    | Trois joueurs (8)   | Immanuel Quickley (9)  | Scotiabank Arena 19 631      | 16 - 25 |
| 42    | 18 janvier  | Chicago         | D 110-116 | Scottie Barnes (31)    | Chris Boucher (9)   | Barnes, Barrett (6)    | Scotiabank Arena 19 312      | 16 - 26 |
| 43    | 20 janvier  | @ New York      | D 100-126 | R. J. Barrett (20)     | R. J. Barrett (8)   | Immanuel Quickley (11) | Madison Square Garden 19 812 | 16 - 27 |
| 44    | 22 janvier  | Memphis         | D 100-108 | R. J. Barrett (29)     | Scottie Barnes (12) | Immanuel Quickley (10) | Scotiabank Arena 18 577      | 16 - 28 |
| 45    | 26 janvier  | L.A. Clippers   | D 107-127 | Scottie Barnes (23)    | Bruce Brown (9)     | Dennis Schröder (5)    | Scotiabank Arena 19 800      | 16 - 29 |
| 46    | 28 janvier  | @ Atlanta       | D 125-126 | Barnes, Nwora (24)     | Brown, Nwora (9)    | Scottie Barnes (8)     | State Farm Arena 15 658      | 16 - 30 |
| 47    | 30 janvier  | @ Chicago       | V 118-107 | Gary Trent Jr. (24)    | Bruce Brown (7)     | Dennis Schröder (10)   | United Center 21 259         | 17 - 30 |

| Match                  | Date match | Équipe                | Score           | Meilleur marqueur      | Meilleur rebondeur  | Meilleur passeur       | Lieux Spectateurs            | Série   |
| ---------------------- | ---------- | --------------------- | --------------- | ---------------------- | ------------------- | ---------------------- | ---------------------------- | ------- |
| 48                     | 2 février  | @ Houston             | D 106-135       | Scottie Barnes (28)    | Barnes, Dick (7)    | Immanuel Quickley (6)  | Toyota Center 18 055         | 17 - 31 |
| 49                     | 4 février  | @ Oklahoma City       | D 127-135 (2OT) | R. J. Barrett (23)     | Jakob Pöltl (12)    | Immanuel Quickley (11) | Paycom Center 17 059         | 17 - 32 |
| 50                     | 5 février  | @ La Nouvelle-Orléans | D 100-138       | Gradey Dick (22)       | Jakob Pöltl (9)     | Immanuel Quickley (6)  | Smoothie King Center 17 429  | 17 - 33 |
| 51                     | 7 février  | @ Charlotte           | V 123-117       | R. J. Barrett (23)     | Jakob Pöltl (12)    | Trois joueurs (5)      | Spectrum Center 11 720       | 18 - 33 |
| 52                     | 9 février  | Houston               | V 107-104       | Immanuel Quickley (25) | Jakob Pöltl (13)    | Scottie Barnes (8)     | Scotiabank Arena 19 800      | 19 - 33 |
| 53                     | 10 février | Cleveland             | D 95-119        | Scottie Barnes (24)    | Scottie Barnes (10) | Scottie Barnes (10)    | Scotiabank Arena 19 800      | 19 - 34 |
| 54                     | 12 février | San Antonio           | D 99-122        | Gradey Dick (18)       | Scottie Barnes (9)  | Scottie Barnes (9)     | Scotiabank Arena 19 800      | 19 - 35 |
| 55                     | 14 février | Indiana               | D 125-127       | Scottie Barnes (29)    | Scottie Barnes (12) | Scottie Barnes (8)     | Scotiabank Arena 19 800      | 19 - 36 |
| NBA All-Star Game 2024 |            |                       |                 |                        |                     |                        |                              |         |
| 56                     | 22 février | Brooklyn              | V 121-93        | Gary Trent Jr. (25)    | Scottie Barnes (12) | R. J. Barrett (7)      | Scotiabank Arena 19 800      | 20 - 36 |
| 57                     | 23 février | @ Atlanta             | V 123-121       | Immanuel Quickley (24) | Jakob Pöltl (13)    | Scottie Barnes (10)    | State Farm Arena 17 625      | 21 - 36 |
| 58                     | 26 février | @ Indiana             | V 130-122       | R. J. Barrett (24)     | Scottie Barnes (12) | Scottie Barnes (12)    | Gainbridge Fieldhouse 16 026 | 22 - 36 |
| 59                     | 28 février | Dallas                | D 125-136       | Immanuel Quickley (28) | Scottie Barnes (11) | Immanuel Quickley (9)  | Scotiabank Arena 19 800      | 22 - 37 |

| Match | Date match | Équipe              | Score          | Meilleur marqueur      | Meilleur rebondeur        | Meilleur passeur       | Lieux Spectateurs           | Série   |
| ----- | ---------- | ------------------- | -------------- | ---------------------- | ------------------------- | ---------------------- | --------------------------- | ------- |
| 60    | 1er mars   | Golden State        | D 105-120      | R. J. Barrett (23)     | Jakob Pöltl (14)          | Immanuel Quickley (11) | Scotiabank Arena 19 800     | 22 - 38 |
| 61    | 3 mars     | Charlotte           | V 111-106      | R. J. Barrett (23)     | Ochai Agbaji (9)          | Immanuel Quickley (11) | Scotiabank Arena 19 512     | 23 - 38 |
| 62    | 5 mars     | La Nouvelle-Orléans | D 98-139       | Immanuel Quickley (17) | Immanuel Quickley (7)     | Olynyk, Quickley (7)   | Scotiabank Arena 18 864     | 23 - 39 |
| 63    | 7 mars     | @ Phoenix           | D 113-120      | Gary Trent Jr. (30)    | Boucher, Quickley (9)     | Immanuel Quickley (18) | Footprint Center 17 071     | 23 - 40 |
| 64    | 9 mars     | @ Portland          | D 118-128 (OT) | Immanuel Quickley (29) | Jalen McDaniels (10)      | Kelly Olynyk (8)       | Moda Center 18 117          | 23 - 41 |
| 65    | 11 mars    | @ Denver            | D 119-125      | R. J. Barrett (26)     | Bruce Brown (10)          | R. J. Barrett (9)      | Ball Arena 19 652           | 23 - 42 |
| 66    | 13 mars    | @ Détroit           | D 104-113      | Immanuel Quickley (25) | Jahmi'us Ramsey (7)       | Olynyk, Quickley (8)   | Little Caesars Arena 19 313 | 23 - 43 |
| 67    | 15 mars    | Orlando             | D 103-113      | Gary Trent Jr. (31)    | Kelly Olynyk (9)          | Immanuel Quickley (10) | Scotiabank Arena 19 800     | 23 - 44 |
| 68    | 17 mars    | @ Orlando           | D 96-111       | Jordan Nwora (18)      | Quatre joueurs (7)        | Immanuel Quickley (5)  | Kia Center 18 846           | 23 - 45 |
| 69    | 20 mars    | Sacramento          | D 89-123       | Gary Trent Jr. (18)    | Gary Trent Jr. (6)        | Bruce Brown (6)        | Scotiabank Arena 18 641     | 23 - 46 |
| 70    | 22 mars    | Oklahoma City       | D 103-123      | Gradey Dick (21)       | Ochai Agbaji (7)          | Jontay Porter (8)      | Scotiabank Arena 19 601     | 23 - 47 |
| 71    | 23 mars    | @ Washington        | D 109-112      | Gary Trent Jr. (31)    | Ochai Agbaji (9)          | Kelly Olynyk (10)      | Capital One Arena 15 746    | 23 - 48 |
| 72    | 25 mars    | Brooklyn            | D 88-96        | Gary Trent Jr. (18)    | Ochai Agbaji (5)          | Kelly Olynyk (9)       | Scotiabank Arena 18 376     | 23 - 49 |
| 73    | 27 mars    | New York            | D 101-145      | Gradey Dick (23)       | Kelly Olynyk (7)          | Kelly Olynyk (8)       | Scotiabank Arena 19 133     | 23 - 50 |
| 74    | 31 mars    | Philadelphie        | D 120-135      | Gary Trent Jr. (23)    | Javon Freeman-Liberty (7) | Kelly Olynyk (11)      | Scotiabank Arena 19 114     | 23 - 51 |

| Match | Date match | Équipe      | Score     | Meilleur marqueur      | Meilleur rebondeur     | Meilleur passeur            | Lieux Spectateurs       | Série   |
| ----- | ---------- | ----------- | --------- | ---------------------- | ---------------------- | --------------------------- | ----------------------- | ------- |
| 75    | 2 avril    | L.A. Lakers | D 111-128 | R. J. Barrett (28)     | Kelly Olynyk (7)       | Barrett, Quickley (6)       | Scotiabank Arena 19 800 | 23 - 52 |
| 76    | 3 avril    | @ Minnesota | D 85-133  | Trois joueurs (16)     | Jordan Nwora (13)      | Javon Freeman-Liberty (6)   | Target Center 18 024    | 23 - 53 |
| 77    | 5 avril    | @ Milwaukee | V 117-111 | Gary Trent Jr. (31)    | Immanuel Quickley (11) | Immanuel Quickley (9)       | Fiserv Forum 17 750     | 24 - 53 |
| 78    | 7 avril    | Washington  | V 130-122 | Immanuel Quickley (31) | Kelly Olynyk (9)       | Immanuel Quickley (13)      | Scotiabank Arena 19 502 | 25 - 53 |
| 79    | 9 avril    | Indiana     | D 123-140 | R. J. Barrett (23)     | Malik Williams (9)     | Bruce Brown (5)             | Scotiabank Arena 19 325 | 25 - 54 |
| 80    | 10 avril   | @ Brooklyn  | D 102-106 | Immanuel Quickley (32) | Malik Williams (14)    | Immanuel Quickley (9)       | Barclays Center 17 732  | 25 - 55 |
| 81    | 12 avril   | @ Miami     | D 103-125 | R. J. Barrett (35)     | Barrett, Olynyk (11)   | Kelly Olynyk (6)            | Kaseya Center 19 600    | 25 - 56 |
| 82    | 14 avril   | @ Miami     | D 103-118 | Gary Trent Jr. (18)    | Jordan Nwora (11)      | Freeman-Liberty, Temple (7) | Kaseya Center 19 600    | 25 - 57 |

### Confrontations en saison régulière
| Conférence Est      | Conférence Est                              | Conférence Est                              | Conférence Est                              | Conférence Est                              | Conférence Ouest                            | Conférence Ouest                            | Conférence Ouest                            |
| Division Atlantique | Division Atlantique                         | Division Atlantique                         | Division Atlantique                         | Division Atlantique                         | Division Nord-Ouest                         | Division Nord-Ouest                         | Division Nord-Ouest                         |
| Équipe              | Domicile                                    | Domicile                                    | Extérieur                                   | Extérieur                                   | Équipe                                      | Domicile                                    | Extérieur                                   |
| ------------------- | ------------------------------------------- | ------------------------------------------- | ------------------------------------------- | ------------------------------------------- | ------------------------------------------- | ------------------------------------------- | ------------------------------------------- |
| Boston              | 105-108                                     | 96-105                                      | 94-117                                      | 118-120                                     | Denver                                      | 104-113                                     | 119-125                                     |
| Brooklyn            | 121-93                                      | 88-96                                       | 103-115                                     | 102-106                                     | Minnesota                                   | 97-94                                       | 85-133                                      |
| New York            | 106-119                                     | 101-145                                     | 130-136                                     | 100-126                                     | Oklahoma City                               | 103-123                                     | 127-135 (2OT)                               |
| Philadelphie        | 107-114                                     | 120-135                                     | 99-114                                      | 111-121                                     | Portland                                    | 91-99                                       | 118-128 (OT)                                |
|                     |                                             |                                             |                                             |                                             | Utah                                        | 119-126                                     | 113-145                                     |
| Division            | 1–15 (Domicile : 1-7; Extérieur : 0-8)      | 1–15 (Domicile : 1-7; Extérieur : 0-8)      | 1–15 (Domicile : 1-7; Extérieur : 0-8)      | 1–15 (Domicile : 1-7; Extérieur : 0-8)      | Division                                    | 1–9 (Domicile : 1-4; Extérieur : 0-5)       | 1–9 (Domicile : 1-4; Extérieur : 0-5)       |
| Division Centrale   | Division Centrale                           | Division Centrale                           | Division Centrale                           | Division Centrale                           | Division Pacifique                          | Division Pacifique                          | Division Pacifique                          |
| Équipe              | Domicile                                    | Domicile                                    | Extérieur                                   | Extérieur                                   | Équipe                                      | Domicile                                    | Extérieur                                   |
| Chicago             | 121-108                                     | 110-116                                     | 103-104 (OT)                                | 118-107                                     | Golden State                                | 105-120                                     | 133-118                                     |
| Cleveland           | 124-121                                     |                                             | 102-105                                     | 95-119                                      | L.A. Clippers                               | 107-127                                     | 120-126                                     |
| Détroit             | 142-113                                     |                                             | 127-129                                     | 104-113                                     | L.A. Lakers                                 | 111-128                                     | 131-132                                     |
| Indiana             | 125-127                                     | 123-140                                     | 132-131                                     | 130-122                                     | Phoenix                                     | 112-105                                     | 113-120                                     |
| Milwaukee           | 130-111                                     | 112-128                                     | 117-111                                     |                                             | Sacramento                                  | 89-123                                      | 130-135                                     |
| Division            | 8–9 (Domicile : 4-4; Extérieur : 4-5)       | 8–9 (Domicile : 4-4; Extérieur : 4-5)       | 8–9 (Domicile : 4-4; Extérieur : 4-5)       | 8–9 (Domicile : 4-4; Extérieur : 4-5)       | Division                                    | 2–8 (Domicile : 1-4; Extérieur : 1-4)       | 2–8 (Domicile : 1-4; Extérieur : 1-4)       |
| Division Sud-Est    | Division Sud-Est                            | Division Sud-Est                            | Division Sud-Est                            | Division Sud-Est                            | Division Sud-Ouest                          | Division Sud-Ouest                          | Division Sud-Ouest                          |
| Équipe              | Domicile                                    | Domicile                                    | Extérieur                                   | Extérieur                                   | Équipe                                      | Domicile                                    | Extérieur                                   |
| Atlanta             | 135-128                                     | 104-125                                     | 125-126                                     | 123-121                                     | Dallas                                      | 125-136                                     | 127-116                                     |
| Charlotte           | 114-99                                      | 111-106                                     | 116-119                                     | 123-117                                     | Houston                                     | 107-104                                     | 106-135                                     |
| Miami               | 103-112                                     | 121-97                                      | 103-125                                     | 103-118                                     | Memphis                                     | 100-108                                     | 116-111                                     |
| Orlando             | 103-113                                     |                                             | 107-126                                     | 96-111                                      | New Orleans                                 | 98-139                                      | 100-138                                     |
| Washington          | 111-107                                     | 130-122                                     | 132-102                                     | 109-112                                     | San Antonio                                 | 99-122                                      | 123-116 (OT)                                |
| Division            | 9–10 (Domicile : 6-3 Extérieur : 3-7)       | 9–10 (Domicile : 6-3 Extérieur : 3-7)       | 9–10 (Domicile : 6-3 Extérieur : 3-7)       | 9–10 (Domicile : 6-3 Extérieur : 3-7)       | Division                                    | 4–6 (Domicile : 1-4; Extérieur : 3-2)       | 4–6 (Domicile : 1-4; Extérieur : 3-2)       |
| Conférence          | 18–34 (Domicile : 11–15; Extérieur : 7–19)  | 18–34 (Domicile : 11–15; Extérieur : 7–19)  | 18–34 (Domicile : 11–15; Extérieur : 7–19)  | 18–34 (Domicile : 11–15; Extérieur : 7–19)  | Conférence                                  | 7–23 (Domicile : 3–12; Extérieur : 4–11)    | 7–23 (Domicile : 3–12; Extérieur : 4–11)    |
| Total               | 25–57 (Domicile : 14–27; Extérieur : 11–30) | 25–57 (Domicile : 14–27; Extérieur : 11–30) | 25–57 (Domicile : 14–27; Extérieur : 11–30) | 25–57 (Domicile : 14–27; Extérieur : 11–30) | 25–57 (Domicile : 14–27; Extérieur : 11–30) | 25–57 (Domicile : 14–27; Extérieur : 11–30) | 25–57 (Domicile : 14–27; Extérieur : 11–30) |

## Classements

### Saison régulière
| Conférence Est | Conférence Est             | Conférence Est | Conférence Est | Conférence Est | Conférence Est | Conférence Est | Conférence Est |
| No             | Franchise                  | Vic.           | Déf.           | MJ             | V/D            | GB             |                |
| -------------- | -------------------------- | -------------- | -------------- | -------------- | -------------- | -------------- | -------------- |
| 1              | z - Celtics de Boston      | 64             | 18             | 82             | .780           | –              |                |
| 2              | x - Knicks de New York     | 50             | 32             | 82             | .610           | 14             |                |
| 3              | y - Bucks de Milwaukee     | 49             | 33             | 82             | .598           | 15             |                |
| 4              | x - Cavaliers de Cleveland | 48             | 34             | 82             | .585           | 16             |                |
| 5              | y - Magic d'Orlando        | 47             | 35             | 82             | .573           | 17             |                |
| 6              | x - Pacers de l'Indiana    | 47             | 35             | 82             | .573           | 17             |                |
|                |                            |                |                |                |                |                |                |
| 7              | x - 76ers de Philadelphie  | 47             | 35             | 82             | .573           | 17             |                |
| 8              | x - Heat de Miami          | 46             | 36             | 82             | .561           | 18             |                |
| 9              | pi - Bulls de Chicago      | 39             | 43             | 82             | .476           | 25             |                |
| 10             | pi - Hawks d'Atlanta       | 36             | 46             | 82             | .439           | 28             |                |
|                |                            |                |                |                |                |                |                |
| 11             | o - Nets de Brooklyn       | 32             | 50             | 82             | .390           | 32             |                |
| 12             | o - Raptors de Toronto     | 25             | 57             | 82             | .305           | 39             |                |
| 13             | o - Hornets de Charlotte   | 21             | 61             | 82             | .256           | 43             |                |
| 14             | o - Wizards de Washington  | 15             | 67             | 82             | .183           | 49             |                |
| 15             | o - Pistons de Détroit     | 14             | 68             | 82             | .171           | 50             |                |

| Division Atlantique       | V  | D  | MJ | V/D  | GB | Dom   | Ext   | Div  |
| ------------------------- | -- | -- | -- | ---- | -- | ----- | ----- | ---- |
| c - Celtics de Boston     | 64 | 18 | 82 | .780 | –  | 37-4  | 27-14 | 15-2 |
| x - Knicks de New York    | 50 | 32 | 82 | .610 | 14 | 27-14 | 23-18 | 12-5 |
| x - 76ers de Philadelphie | 47 | 35 | 82 | .573 | 17 | 25-16 | 22-19 | 8-8  |
| o - Nets de Brooklyn      | 32 | 50 | 82 | .390 | 32 | 20-21 | 12-29 | 5-11 |
| o - Raptors de Toronto    | 25 | 57 | 82 | .305 | 39 | 14-27 | 11-30 | 1-15 |

### NBA In-Season Tournament
| Rang | Équipe             | Pts | J | G | P | Pp  | Pc  | Diff |
| ---- | ------------------ | --- | - | - | - | --- | --- | ---- |
| 1    | Celtics de Boston  | 7   | 4 | 3 | 1 | 449 | 422 | 27   |
| 2    | Magic d'Orlando    | 7   | 4 | 3 | 1 | 446 | 424 | 22   |
| 3    | Nets de Brooklyn   | 7   | 4 | 3 | 1 | 455 | 435 | 20   |
| 4    | Raptors de Toronto | 4   | 4 | 1 | 3 | 436 | 457 | -21  |
| 5    | Bulls de Chicago   | 4   | 4 | 0 | 4 | 409 | 457 | -48  |